# تعداد

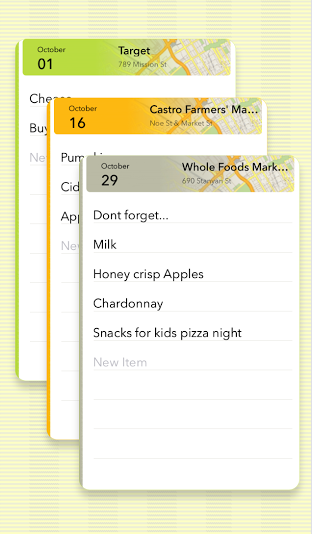

التَّعداد (بالإنجليزية: Enumeration)‏، هو مصطلح يُشير إلى عدّ أو فرز جميع العناصر في مجموعة مُعيّنة، ويُستخدم في أكثر الأوقات في مجال الرياضيات، وعلوم الحاسوب، وعلم السكان. إذ يُمكن تعداد العناصر بالطريقة المُعتادة (1, 2, 3 ...)، ويُمكن التَعداد في طرق أخرى إذا في حال اختلاف الوضع وعدد العناصر.